# Novomlînivka, Rozivka
Novomlînivka (în ucraineană Новомлинівка) este localitatea de reședință a comunei Novomlînivka din raionul Rozivka, regiunea Zaporijjea, Ucraina.

## Demografie
Componența lingvistică a localității Novomlînivka
     Rusă (63,79%)
     Ucraineană (33,72%)
     Greacă (2,3%)
Conform recensământului din 2001, majoritatea populației localității Novomlînivka era vorbitoare de rusă (63,79%), existând în minoritate și vorbitori de ucraineană (33,72%) și greacă (2,3%).